# NGC 5600
NGC 5600 est une galaxie spirale barrée (intermédiaire ?) située dans la constellation du Bouvier. Sa vitesse par rapport au fond diffus cosmologique est de 2 546 ± 17 km/s, ce qui correspond à une distance de Hubble de 37,6 ± 2,6 Mpc (∼123 millions d'al). NGC 5600 a été découverte par l'astronome germano-britannique William Herschel en 1784.
La classe de luminosité de NGC 5600 est III et elle présente une large raie HI. Elle renferme également des régions d'hydrogène ionisé. La luminosité de NGC 5600 dans l'infrarouge lointain (de 40 à 400 µm)  est égale à 2,04 × 1010 {\displaystyle L_{\odot }} (1010,31{\displaystyle L_{\odot }}) et sa luminosité totale dans l'infrarouge (de 8 à 1 000 µm) est de 2,69 × 1010 {\displaystyle L_{\odot }} (1010,43{\displaystyle L_{\odot }}).
À ce jour, huit mesures non basées sur le décalage vers le rouge (redshift) donnent une distance de 71,625 ± 31,500 Mpc (∼234 millions d'al), ce qui est à loin l'extérieur des valeurs de la distance de Hubble. Quatre des huit mesures donnent des valeurs dans les environs de 100 Mpc, ce qui explique l'incohérence de cet échantillon dont la moyenne ne devrait pas servir à calculer le diamètre de cette galaxie.